# Caenocryptus striatus
Caenocryptus striatus là một loài tò vò trong họ Ichneumonidae.